# Чингола
Чинго́ла (англ. Chingola) — город в центральной части Замбии, в провинции Меденосный пояс.

## География
Расположен в 40 км к северо-западу от города Китве-Нкана и в 130 км к югу от Лубумбаши, недалеко от границы с Конго, на высоте 1363 м над уровнем моря. Соединён железными и автодорогами с другими городами Меденосного пояса — Китве, Муфулира, Чилилабомбве. Имеется аэропорт.

## История
Основан с 1943 году, когда началась разработка месторождения Нчанга. В 1957 году получил статус города.

## Население
По данным на 2013 год численность населения составляет 184 917 человек.
Динамика численности населения города по годам:
| 1980    | 1990    | 2000    | 2013    |
| ------- | ------- | ------- | ------- |
| 145 900 | 142 383 | 147 448 | 184 917 |

## Экономика
Главная отрасль экономики — добыча цветных металлов в месторождении Нчанга, самом крупном в стране карьере по добыче меди. Медная руда является источником сырья для горнометаллургического комбината, расположенного рядом с месторождением.